# Baraeus gabonicus
Baraeus gabonicus là một loài bọ cánh cứng trong họ Cerambycidae.